# Merești
Merești (in ungherese Homoródalmás) è un comune della Romania di 1 340 abitanti, ubicato nel distretto di Harghita, nella regione storica della Transilvania.
La maggioranza della popolazione (oltre il 98%) è di etnia Székely.